# Paco Cemetery
Il Paco Cemetery, originariamente Cementerio General de Dilao, poi Cementerio General de Paco e oggi Paco Park era il più piccolo dei quindici luoghi pubblici di sepoltura dell'area della attuale Metro Manila, capitale delle Filippine, e fu il luogo della prima sepoltura dell'eroe nazionale filippino José Rizal che venne qui frettolosamente inumato subito dopo la sua fucilazione nel 1896.

## Storia
Costruito dai Frati Domenicani nel 1814 nel luogo all'epoca chiamato San Fernando de Dilao, si trova a Manila nel distretto di Paco e occupa una superficie di poco più di 4 000 metri quadrati. Dismesso nel 1966, è oggi un piccolo parco pubblico che viene sovente utilizzato per piccoli concerti all'aperto.
Nel 1820, durante l'epidemia di colera di Manila, il piccolo camposanto venne utilizzato per seppellirne le vittime spagnole, indigene, e meticce della parrocchie limitrofe di Intramuros, Binondo, Quiapo, San Miguel, Santa Cruz, Sampaloc, Tondo, Ermita e della vecchia Manila e alla fine dell'Ottocento il cimitero di Paco venne utilizzato dalle ricche famiglie di aristocratici spagnoli della zona.

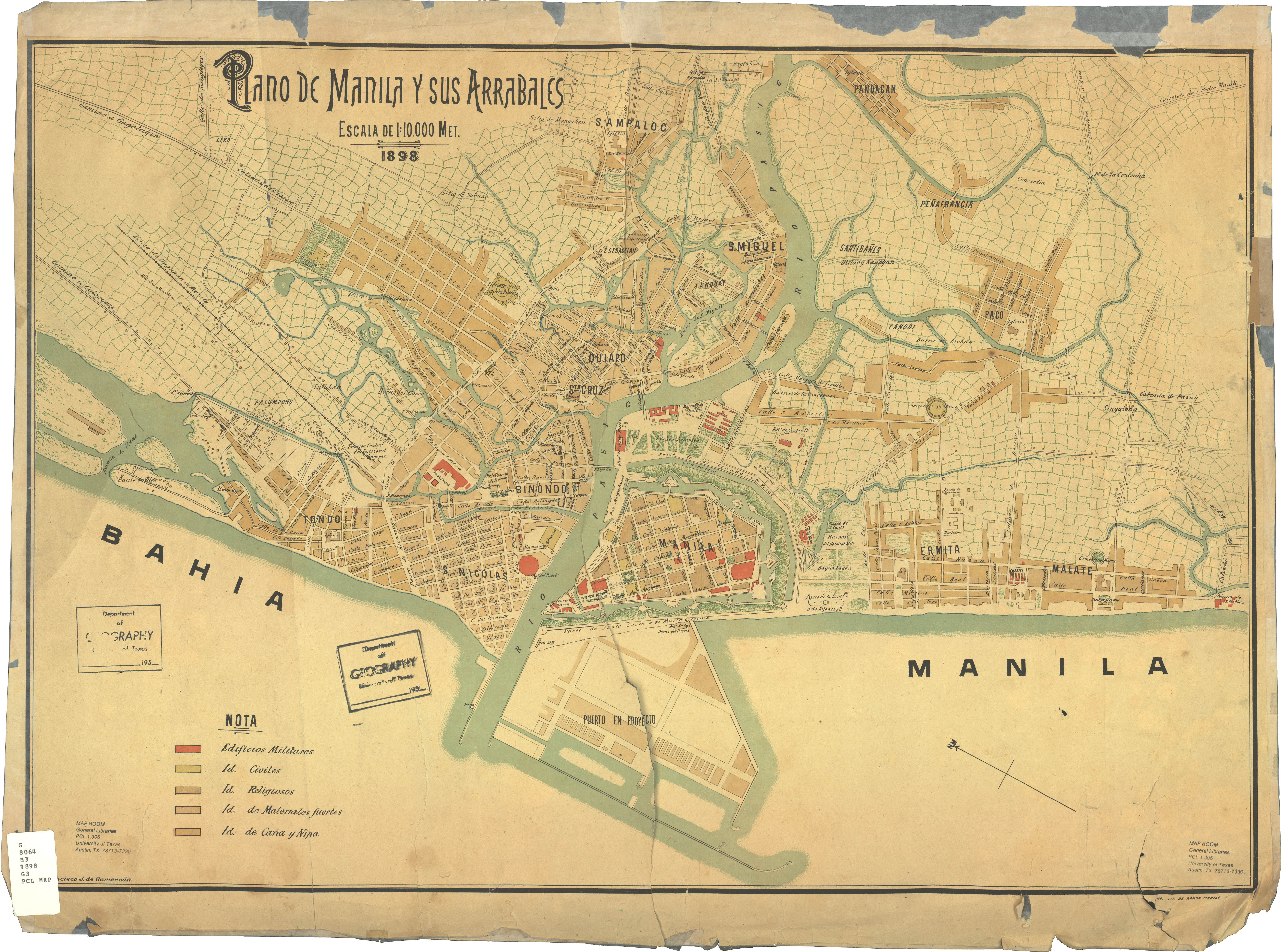
Pianta di Manila del 1898: il Cementerio de Paco è la costruzione tonda a NE di Intramuros

Il piccolo cimitero servì anche, più volte, come luogo dell'ultimo riposo di patrioti filippini giustiziati dagli Spagnoli: furono infatti qui seppelliti il 17 febbraio 1872 i sacerdoti martiri del trio Gomburza (Mariano Gómez, José Burgos e Jacinto Zamora).
Ma il cimitero divenne noto a tutti i filippini quando, il 30 dicembre 1896, immediatamente dopo essere stato pubblicamente giustiziato a Bagumbayan, oggi Luneta, vi fu qui frettolosamente sepolto José Rizal; il suo corpo fu poi riesumato dalla famiglia nel 1898 e custodito in una teca fino al 1912, anno in cui i resti del grande patriota filippino vennero tumulati nel monumento a lui dedicato a Luneta.